# Ventavon
Ventavon é uma comuna francesa na região administrativa da Provença-Alpes-Costa Azul, no departamento de Altos-Alpes. Estende-se por uma área de 42,69 km². Em 2010 a comuna tinha 624 habitantes (densidade: 14,6 hab./km²).